# معركة يوتاو سبرينغز
معركة أوتاو سبرينغز كانت معركة الحرب الثورية الأمريكية، وكانت آخر اشتباك كبير في الحرب في كارولينا. أعلن كلا الجانبين النصر.

## خلفية
في أوائل عام 1781، بدأ اللواء نثنائيل جرين قائد الجيش الجنوبي في الجيش القاريحملة لإنهاء السيطرة البريطانية على المناطق النائية في كارولينا الجنوبية. كان هدفه الرئيسي الأول هو الاستيلاء على قرية ناينتي الخاضعة للسيطرة البريطانية. في 22 مايو 1781، حاصر جرين القرية المحصنة. بعد ما يقرب من شهر أدرك جرين أن التعزيزات بقيادة اللورد راودون تقترب من تشارلستون. هاجمت القوات تحت قيادة جرين ستة وتسعين في 18 يونيو لكنها صدت. لتجنب مواجهة القوة التي يقودها راودون تراجع جرين نحو شارلوت بولاية نورث كارولينا. تابع راودون غرين لعدة أيام لكنه تخلى عن المطاردة لأن رجاله كانوا منهكين بسبب أيام من المسيرة القسرية وكان يفتقر إلى الإمدادات الكافية للمتابعة. على الرغم من حقيقة أن ناينتي كانت البؤرة الاستيطانية البريطانية الداخلية الوحيدة المتبقية بعد سقوط أوغوستا قرر راودون حرقها والتخلي عنها وسحب الحامية إلى تشارلستون. في حالة صحية سيئة أبحر راودون إلى إنجلترا في أواخر أغسطس، تاركًا تشارلستون تحت قيادة الكولونيل ألكسندر ستيوارت.
في 16 يوليو، نقل غرين جيشه المنهك بسبب أيام عديدة من السير والقتال إلى موقع معسكر في التلال العالية في سانتي ما سمح لقوته الرئيسية بالراحة أثناء انتظار التعزيزات. واصلت ماريون وسمتر مضايقة البريطانيين في حرب البريد. في 23 أغسطس، تحركت قوته نحو كامدن لعبور نهر واتيري ثم عبّارة هويل لعبور نهر كونجاري. بحلول 4 سبتمبر، كانوا يخيمون في موت فورت ثم مزرعة ستوديمير في 5 سبتمبر.
في 13 أغسطس، قاد العقيد ستيوارت قوة قوامها 2000 إلى 2300 رجل من أورانجبورج إلى مزرعة طومسون، جنوب نهر كونجارى. ثم عاد إلى أوتاو سبرينغز في 27 أغسطس، على بعد نحو ميلين شرق إوتاوفيل الحالية، ثم في منطقة تشارلستون (ولكن كلاهما الآن في مقاطعة أورانجبورج).